# Миоры (станция)
Миоры (транслит: Miory, бел: Мёры, нормативное название Мёры) — станция Витебского отделения Белорусской железной дороги в Миорском районе Витебской области. Находится в городе Миоры; на линии Воропаево — Друя, между остановкой «Зори» и остановкой «Идолта».
Линия Воропаево — Друя была открыта в то время, когда эти земли относились к Польше. Тогда до Друи была продлена тупиковая железнодорожная линия от Воропаево. Это было сделано с целью построения речного порта в Друе для выхода из Западной Двины в Балтийское море. На открытии регулярного движения на станции Друя в 1933 году присутствовал польский премьер-министр.